# Isidoro Laverde Amaya
Isidoro Laverde Amaya (Bogotá, 1852 - 1903) fue un escritor y periodista colombiano.

## Biografía
Nació en Bogotá, estudio en el Colegio de Santo Tomás de Aquino. Autor de folletos, artículos de revistas y periódicos colombianos y extranjeros. Realizó numerosos trabajos biográficos. Escribió sobre historia, crítica literaria, biografías, el teatro, el cuento, el periodismo, los viajes que realizó.

## Obras
- Apuntes sobre bibliografía colombiana (1882) [4]
- Bibliografía colombiana (1895).[5]
- El mejor método (1881)
- Fisonomías literarias de colombianos (1890).[6]
- Viaje a Caracas (1885)
- Un viaje a Venezuela (1889).[7]
- Ojeada histórico-crítica sobre los orígenes de la literatura colombiana (1963).[8]